# Atsushi Itō (sciatore)
Atsushi Itō (伊藤敦?, Itō Atsushi; 1966) è un ex sciatore alpino giapponese.

## Biografia
Itō, specialista delle prove tecniche, prese parte ai Mondiali juniores di Auron 1982 (34º nello slalom gigante), Sestriere 1983 (28º nello slalom gigante) e Sugarloaf 1984, dove vinse la medaglia d'oro nello slalom speciale e si classificò 24º nello slalom gigante). Non prese parte a rassegne olimpiche né ottenne piazzamenti in Coppa del Mondo o ai Campionati mondiali.

## Palmarès

### Mondiali juniores
- 1 medaglia:
  - 1 oro (slalom speciale a Sugarloaf 1984)